# The Million Dollar Mystery
The Million Dollar Mystery er en amerikansk stumfilm fra 1914 af Howell Hansel.

## Medvirkende
- Florence La Badie som Florence Gray Hargreave
- Marguerite Snow som Grevinne Olga Petroff
- James Cruze som Jim Norton
- Frank Farrington som Braine
- Sidney Bracey som Jones